# Ioannis Pharmakis

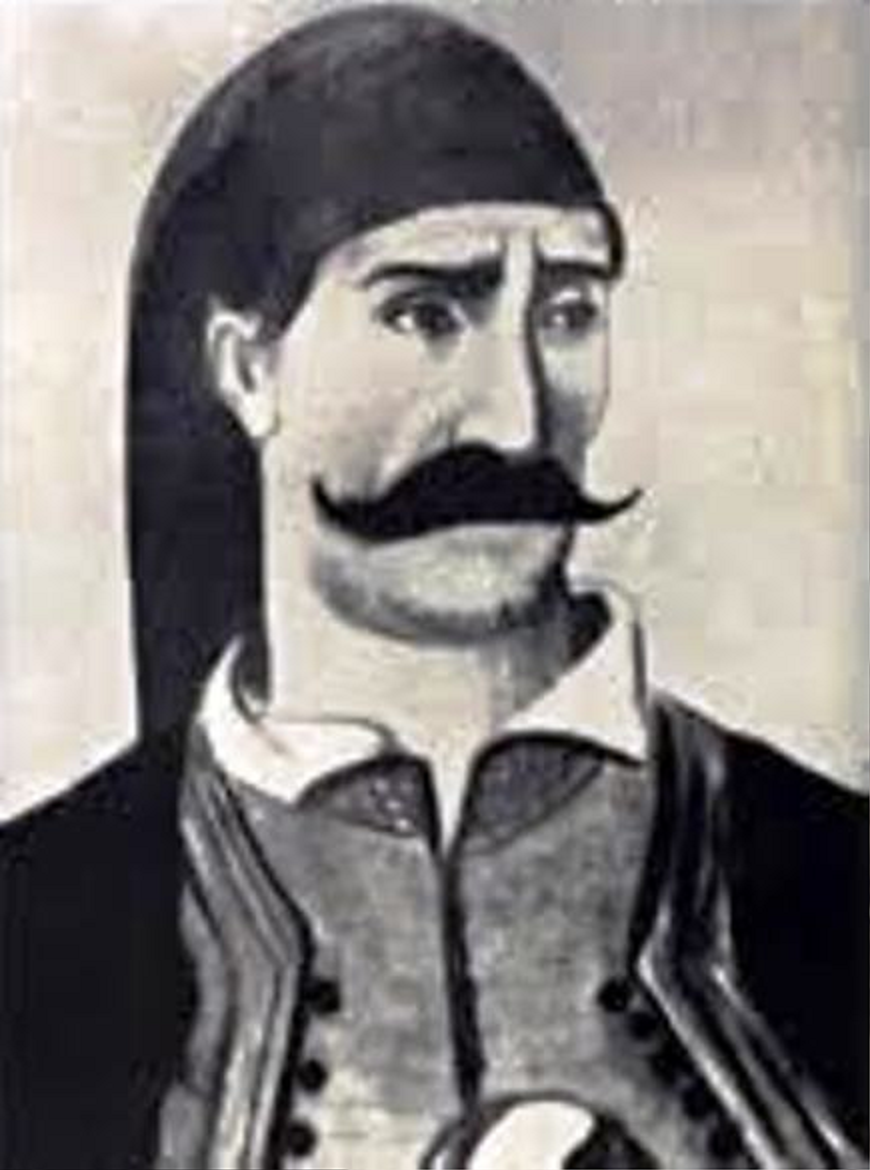
Ioannis Pharmakis

Ioannis Stergiou Pharmakis (griechisch Ιωάννης Στεργίου Φαρμάκης; * 1772 in Vlasti, Kozani; † 28. Oktober 1821 in Konstantinopel) war ein griechischer Partisanenführer der Griechischen Revolution von 1821 und Mitglied der Filiki Eteria.

## Vorrevolutionäre Zeit

### Seine Aktivitäten vor seiner Aufnahme in die Philiki Etaireia
Er wurde 1772 in Blatsi (heute Vlasti) in der historischen Provinz Eordeia in Westmakedonien geboren. Sein Vater hieß Georgios Pharmakis und entstammte einer wohlhabenden Familie von Demogeronten und Tseligaten, die als Chatzipharmakides bekannt war. Schon in jungen Jahren war er für einen Kavallerieangriff in der Region Vlasti verantwortlich und beteiligte sich aktiv an verschiedenen Aufständen gegen die Türken. Im Jahr 1795, während des Russisch-Türkischen Krieges, arbeitete er mit dem thessalischen Armatolen und Revolutionär Efthimios Vlachavas zusammen. Im Jahr 1799 hielt er sich auf den Ionischen Inseln auf und arbeitete mit Kapodistrias und den Russen zusammen, um die Franzosen zu vertreiben. Als 1804 die Serbische Revolution ausbrach, war Pharmakis der nächste Mann des serbischen Generals Veljko Petrovic. Mit ihm waren Giorgakis Olympios, Nikotsaras, Karatasos und Georgios Zaglis. Am 7. Juli 1807 nahm er an dem von Kapodistrias organisierten Treffen der Partisanenführer von Roumeli in Lefkada teil. 1808 kehrte er nach Vlasti und dann zum Olymp zurück, um an der dort stattfindenden Revolution teilzunehmen. Schließlich landete er in Makedonien, wo er die Armatolikia von Chalkidiki übernahm.

### Ioannis Pharmakis als Mitglied der Filiki Eteria
Im Jahr 1817 wurde er in Odessa von Emmanuel Xanthos in die Filiki Eteria eingeweiht und zum „Oberhaupt der Eingeweihten“ befördert. Im Jahr 1818 wurde er als einer der „Apostel“ der Filiki Eteria mit einer Mission in der Region Makedonien, Thessalien und Thrakien ernannt und durch sein Wirken wurde er zu einem ihrer größten Apostel. Er war einer der ersten vier Apostel der Filiki Eteria. Mitte 1818 begab er sich auf den Berg Athos, wo er den Bischof Andromerion Ignatius, vermutlich Nikephoros Iviritis, und einige Mönche einweihte und Patriarch Gregor V. über die Pläne der Filiki Eteria informierte, die er jedoch nicht einweihte. Im selben Jahr arbeitete er in Serres an der Verbreitung der Gesellschaft und weihte am 15. August 1818 den Erzbischof von Serres und späteren Ökumenischen Patriarchen Chrysanthos ein. In Chalkidiki, Vermio und Olymp gründete er Zentren der Filiki Eteria. 1819 ließ er sich in Bukarest nieder, wo er zusammen mit seinem Freund und Mitarbeiter Giorgakis Olympios eine hohe öffentliche Position am Hof des Herrschers der Walachei, Alexandros Soutsos, einnahm. Dort setzte er den Kampf für sein Heimatland fort und arbeitete mit den führenden Mitgliedern der Filiki Eteria Grigorios Dikaios (Papaflessas), Christoforos Perraivos, Georgakis Olympios und Georgios Leventis zusammen. Gleichzeitig hatte er zusammen mit dem Anführer der Serben, Milo Obrenović, die Idee, gleichzeitig die Revolution gegen das Osmanische Reich zu erklären. Nach der Erklärung der Revolution in Moldawien leitete und arbeitete er bei Operationen mit Georgakis Olympios zusammen.

## Revolution in den Donaufürstentümern

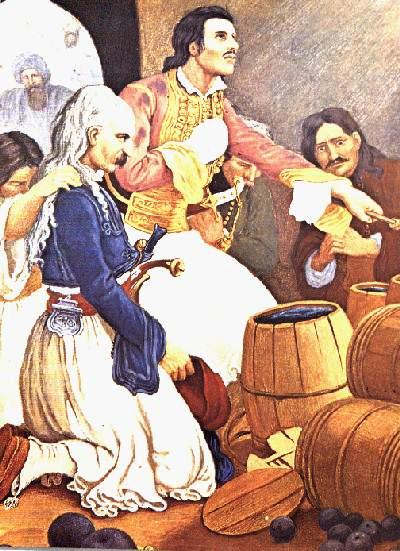
Ioannis Pharmakis mit Georgios Olympios beim Anzünden des Klosters Sekkou.

### Sein Handeln in der Griechischen Revolution
Anschließend fungierte er als Partisanenführer in den Donaufürstentümern. Nach der Niederlage der Revolutionäre in der Schlacht von Dragatsani und der Schlacht von Skouleni schlossen sich G. Olympios und I. Pharmakis mit etwa 800 Elite-Kavalleristen in der Region Kourtea de Artses in der Walachei zusammen. Beim Überqueren der Vrancea-Berge erkrankte Georgakis Olympios und aufgrund seiner Krankheit blieb das Bataillon für längere Zeit in Dorna. Als türkische Truppen in die Gebiete Moldawiens einmarschierten, eilten Georgakis Olympios und Ioannis Pharmakis dem Kloster Sekkou zur Verteidigung. Der Grund dafür war der Vorschlag von Gerasimos, der ihnen 15.000 Piastra anbot, unter der Bedingung, dass sie das Kloster verteidigten. Laut Trikoupis forderten sie sie sogar auf, die Plünderung der vielen Reliquien – Weltlicher und Heiliger – und der heiligen Reliquien des Klosters nicht zuzulassen.

### Sein Martyrium
Nach Georgakis Olympios wurde Pharmakis zum Anführer der Verteidigung des Klosters. Trotz der Zerstörung, die die Türken mit ihrer Artillerie im Sekkou-Kloster anrichteten, und trotz der Tatsache, dass sie 7000 Türken nur 235 Gefangenen im Kloster gegenüberstellten, gelang es ihnen nicht, es einzunehmen. Dann schlugen die Türken Pharmakis vor, sich zu unterwerfen, und boten ihm persönlichen Schutz an. Als Ioannis Pharmakis die schwierige Lage der Gefangenen erkannte und entweder aus Angst oder weil er durch die falschen Versprechungen getäuscht worden war, willigte er in die Kapitulation ein. Doch durch die Weigerung Georgakis Olympios’ wurde die Kapitulation vereitelt.
Die bemerkenswerte Verteidigung des Klosters Sekkou nach dem Tod des Häuptlings Georgakis ist Ioannis Pharmakis zu verdanken. Die schlimme Lage seiner Männer und der Mangel an Munition veranlassten Pharmakis jedoch, das Angebot des osmanischen Führers Selich Pascha und des österreichischen Konsuls Udriski (Wolf) anzunehmen. Er versprach, dass er unter bestimmten Bedingungen am nächsten Tag ausgeliefert würde. Diese Bedingungen wurden nach dem Verrat der Osmanen nicht erfüllt. Am elften Tag der Belagerung begab sich Pharmakis zusammen mit 15 anderen Männern in das Lager des Paschas. Der Pascha befahl daraufhin, Pharmakis und einen anderen Partisanenführer, der sein Assistent war, aneinanderzuketten. Anschließend entwaffneten die Türken die restlichen Griechen, die sich vor der Tür des Klosters befanden, und schlachteten sie ab, nachdem sie sie alle verstümmelt hatten. Ihre Anführer wurden zur Hinrichtung nach Silistria geschickt und Pharmakis wurde nach Konstantinopel überstellt, wo er grausam gefoltert und schließlich enthauptet wurde. Der Todestag war der 28. Oktober 1821.